# Ed Coode
Edward Coode, detto Ed (19 giugno 1975), è un ex canottiere britannico.
Ha vinto la medaglia d'oro olimpica nel canottaggio alle Olimpiadi 2004 di Atene, in particolare nella gara di 4 senza maschile.
Ha partecipato anche alle Olimpiadi 2000.
Ai campionati del mondo di canottaggio ha vinto, in diverse categorie, due medaglie d'oro (1999 e 2001) e due medaglie di bronzo (1997 e 2003).